# ミニ4ボーイ
『ミニ4ボーイ』は1996年12月27日にJ・ウイングより発売されたレースゲーム。
1997年9月27日には続編である『ミニ4ボーイII』が発売された。

## ミニ4ボーイ
当時流行していたミニ四駆の便乗商品、亜流作品である(グラフィックなどもミニ四駆に酷似しているが、一応ゲーム中のテキストには「ミニ四駆」という単語は一切出てこない)。
約32分の1スケールの模型マシン(ゲーム中では、この呼称で統一されている。)のチューンを繰り返しながら大会に出場し頂点を目指す、というのがゲームの目的であるが、ストーリーはほとんどなく、マシンのチューンも順次解禁されていくパーツを買い集めていくだけでバリエーションが乏しく単調な感は否めない。しかもゲームクリアーまでには計80回もレースをする必要がある。10回ごとに特定のキャラクターが登場しレースを行うが、レース前後に簡単な会話をするだけで、キャラクターを登場させる意味が殆ど無い。参加者以外には、司会の女性、シャドウマスクなる正体不明のキャラクターが登場するが、ストーリーらしき最小限の伏線、伏線回収は何も無い(シャドウマスクの正体は一切謎のまま終わる。)
開発の行程を極限まで絞ったようなゲームシステムであり、レース中は自分や相手のマシンのグラフィックが表示されることはなく、画面中段の代わり映えしない、ほぼ意味のない一人称視点の風景だけがひたすら流される。マシンのグラフィックもモンタージュのように組み合わせるだけであり、輪郭線が合わないこともあり、購入したパーツを搭載してもレース中のグラフィックに反映されない。なお、レースはスタートのタイミングさえ間違えなければ、相手マシンとの性能が著しく離れていない限りは、追い越しは一切されず、勝利が確定する。無論走行中は一切の操作が出来ない。なお、コースアウトの概念がなく、リタイヤもない。自分のマシンが勝利しても、相手のマシンがゴールしない限りはレースは終わらない。プレイヤーはコースの長さで数秒程度の誤差はあるものの、1レース約1分間の間、画面下の小さなドットで表されるレースの経過を見ることしか許されず、ひたすら単調で退屈な状況をクリアするまで80回繰り返すこととなる。
対人対戦モードが存在するが、ルールはほぼ変わらず、パーツによる性能の差が大きく離れていなければ、スタートのタイミングのみで勝敗は決定する。勝ったプレーヤーは相手からパーツを貰うことが出来るが、マシンに装着していない(作中の価値では)安価なスペアパーツを交換しあうだけの、面白みのないものになっている。
便乗商品であるにもかかわらず堂々とCMを流すという大胆不敵な販売促進が行われていた。
当作の企画・キャラクターデザインを担当した長谷見沙貴曰く、J・ウイングからミニ四駆をネタにしたゲームを考えるよう言われ、当作を制作。開発期間は短期間で、プログラマが抜け出す事態が発生。長谷見は当作を「クソゲー」と評するも、発売時期がミニ四駆ブームの最中だったため売れたという。
1997年9月、小学館プロダクション・タミヤ・アスキーの三社は、当作内・当作パッケージに漫画『爆走兄弟レッツ&ゴー!!』に登場するミニ四駆を模したイラストが登場するとして、J・ウイングに対し当作の製造・販売差止を求める仮処分申請を東京地方裁判所に起こした。J・ウイングの社長は読売新聞の取材に対し「突然、仮処分申請を出され驚いている。アスキーのソフトの方が後発で、著作権侵害とは思っていない。あくまで争いたい」とコメントした。

## ミニ4ボーイII
前作がただレースとチューンを繰り返すだけの作品に近いのに対し、本作では個性的なキャラクターや当時のホビー漫画を意識したストーリーなど、シナリオ面が大きく強化されている。レース画面でも俯瞰視点が導入され、マシンが走っている姿を見られるようになった。